# Genzone
Genzone (Gensón in dialetto pavese) è una frazione di 370 abitanti del comune di Corteolona e Genzone in provincia di Pavia in Lombardia. Si trova nel Pavese orientale, nella pianura alla sinistra dell'Olona.

## Storia

Posizione dell'ex comune di Genzone nella provincia di Pavia

Nel XII secolo appare come Genzonus o Gençonus. È citato nel diploma del 1164 con cui l'imperatore Federico I assegna alla città di Pavia la giurisdizione sulla Lomellina, l'Oltrepò Pavese e anche alcune località del Pavese, come Genzone, che forse non appartenevano a Pavia dai tempi più remoti.
Apparteneva alla Campagna Sottana pavese, e dal XV secolo alla squadra (podesteria) del Vicariato di Belgioioso (di cui era capoluogo Corteolona), infeudato dal 1475 a un ramo cadetto degli Estensi confluito per matrimonio nel 1757 nei principi Barbiano di Belgioioso.
Dal primo giorno del 2016 il comune, che si estendeva su 4 km², si è fuso con Corteolona a formare il nuovo comune di Corteolona e Genzone.

### Simboli

Vecchio stemma comunale

Lo stemma e il gonfalone del comune di Genzone erano stati concessi con decreto del presidente della Repubblica del 24 settembre 1997.
(D.P.R. 24 settembre 1997)
Il gonfalone era un drappo di giallo.

Il vecchio gonfalone

## Società

### Evoluzione demografica
Abitanti censiti